# 改拉康
改拉康，位于西藏自治区日喀则地区康马县嘎拉乡改拉康村，是一座藏传佛教格鲁派寺院。

## 简介
改拉康位于康马县嘎拉乡改拉康村。民间传说，改拉康由四世班禅创建，属格鲁派，是藏扎寺的分寺。该寺分为上、下二层，由4座拉康及1间僧舍组成，占地面积达218平方米。现存壁画及经板等文物。